# Jaroslav Krejčí
Jaroslav Krejčí (ur. 27 czerwca 1892 w Křemencu, zm. 18 maja 1956 w Pradze) – czechosłowacki prawnik, wykładowca akademicki, wydawca i publicysta, minister sprawiedliwości w okresie przedwojennym i w Protektoracie Czech i Moraw, premier rządu Protektoratu podczas II wojny światowej.

## Życiorys
W latach 1911–1915 studiował prawo na Uniwersytecie Karola. Podczas I wojny światowej służył w wojsku austro-węgierskim. Po utworzeniu Czechosłowacji był urzędnikiem państwowym w Brnie, a od 1920 roku sekretarzem Sądu Konstytucyjnego. 
W 1936 roku został wykładowcą prawa konstytucyjnego na Uniwersytecie Masaryka, w 1938 roku uzyskał tytuł profesorski. W latach 1938–1939 pełnił funkcję prezesa Sądu Konstytucyjnego. Był członkiem Czeskiej Partii Narodowo-Socjalistycznej.
1 grudnia 1938 roku mianowano go jednocześnie ministrem sprawiedliwości w rządzie Rudolfa Berana. Funkcję tę pełnił w dwóch kolejnych rządach Protektoratu Czech i Moraw. Krótko był też ministrem leśnictwa i rolnictwa. Od 19 stycznia 1942 roku do 19 stycznia 1945 roku był premierem rządu, zachowując poprzednie stanowisko. Po zakończeniu wojny aresztowano go i skazano na karę 25 lat więzienia. Zmarł w więzieniu.
Jego synem był Jaroslav Krejčí.

## Odznaczenia
17 czerwca 1944 roku minister Karl Hermann Frank odznaczył go Tarczą Honorową Protektoratu Czech i Moraw z Orłem Świętego Wacława.

## Prace
- „Moc nařizovací a její meze” (1923)
- „Základní práva občanská a rovnost před zákonem” (1929)
- „Principy soudcovského zkoumání zákonů v právu československém a rávně teoretická studie” (1932)
- „Právní jevy v čase” (1937)